# 岡島錦也
岡島 錦也（おかじま きんや、1914年（大正3年）2月13日 - 1997年（平成9年）6月13日）は、日本の植物研究家・政治家。初代愛知県東海市長（4期）。

## 経歴
愛知県名古屋市に生まれた。愛知第一師範学校植物分類学専攻を卒業し、愛知県広報課長、愛知県知多事務所長などを歴任した。1969年（昭和44年）4月1日には知多郡上野町と横須賀町が合併して東海市が発足。両町の町議会議員が出席した初議会では選挙管理委員会が招集され、同年5月17日に行われた東海市長選挙の結果、岡島が初代東海市長に就任した。
当時の東海市では製鉄所などの公害が問題となっており、1970年（昭和45年）には伊藤機工・新日本製鉄・大同製鋼・愛知製鋼との間で公害防止協定を締結した。愛知県知事も交えて締結されたこの公害防止協定は、全国的に見ても鉄鋼企業に対して厳しい内容であり、東海市は公害を未然に防ぐ体制を整えた。急速に臨海工業都市に変貌したことで、住宅団地の建設、小中学校の新築/増築、道路整備などを急ピッチで行った。
1971年（昭和46年）3月には10か年の東海市基本構想を制定した。1973年（昭和49年）には大池公園の整備が完了。1977年（昭和52年）には東海市立中央図書館が開館。1971年には商業科の愛知県立東海商業高等学校が開校し、1977年には市内2番目の普通科高校である愛知県立東海南高等学校が開校した。1979年（昭和54年）には市制10周年記念式典を挙行し、同年には東海市役所庁舎が完成した。1984年（昭和59年）には大池公園の北に東海市民病院（2015年に西知多総合病院に移行）が完成した。
1985年（昭和60年）5月に退任し、市長の座を久野弘に引き継いだ。1986年（昭和61年）には勲四等旭日小綬章。愛知県職員や東海市長を務める傍らで植物研究をライフワークとし、1994年（平成6年）には東海市北部の埋め立て地にユリ科ツルボラン属のハナツルボランが帰化して自生しているのを発見した。